# 속성 (철학)
속성(property)은 논리학과 철학(특히 형이상학)에서 대상(물체)의 특성이다. 빨간색 물체는 붉어지는 성질을 가지고 있다고 한다. 속성은 그 자체로 다른 속성을 소유할 수 있는 객체의 형태로 간주될 수 있다. 그러나 속성은 인스턴스화될 수 있고 종종 둘 이상의 개체에서 생성될 수 있다는 점에서 개별 개체와 다르다. 이는 외연성의 개념이 없다는 점에서 논리적/수학적 클래스 개념과 다르며, 속성이 그것을 소유하는 객체와 구별되는 것으로 간주된다는 점에서 철학적 클래스 개념과 다르다. 어떻게 다른 개별 개체(또는 특정 항목)가 어떤 의미에서 동일한 속성을 가질 수 있는지 이해하는 것이 보편성 문제의 기초이다.

## 같이 보기
- 추상
- 창발
- 식별불가능자 동일성 원리
- 내포
- 반의어
- 러셀의 역설